# 오세민
오세민(1995년 5월 14일 ~ )은 전 KBO 리그 LG 트윈스의 야구 선수다.

## 출신 학교
- 대연초등학교
- 부산중학교
- 경남고등학교